# Кортисо, Лаурентино
Лауренти́но «Нито» Корти́со Ко́эн (исп. Laurentino Cortizo Cohen; род. 30 января 1953, Панама) — панамский политический и государственный деятель, бизнесмен, с 1 июля 2019 по 1 июля 2024 года — президент Республики Панама, кандидат в президенты в 2009 и 2019 годах. Председатель Законодательного Собрания с 2000 по 2001 год.

## Биография
Родился в столице, его родителями были Лаурентино Кортисо Кортисо (испанского галисийского происхождения, был занят автобусным бизнесом) и Эстер Коэн де Кортисо (еврейского происхождения, учительница и предприниматель в области строительства). Окончил начальную школу «Колледж Хавьер» и среднюю «Колледж де ла Саль» в Никарагуа. Учился в Военной академии Велли-Фордж, получил степень бакалавра в области делового администрирования в Университете Норвич (США), а также степень магистра и доктора наук в области делового администрирования в области международной торговли и маркетинга в Техасском университете в Остине.

## Профессиональная карьера
После окончания учёбы в 1981 году работал в Вашингтоне в качестве технического советника генерального секретаря Организации американских государств (ОАГ).
В ноябре 1986 года был назначен заместителем представителя Панамы в ОАГ, членом бюджетного комитета и членом рабочей группы по частному сектору экономики стран ОАГ. Возглавлял рабочую группу по проблемам развития государств Центральноамериканского региона. Тогда же возглавлял постоянный Исполнительный комитет экономического и социального Совета стран Центральной Америки.
С 1986 по 2019 год работал в частном секторе в компаниях Cortizo Group, Panablock (компания по производству строительных материалов) и Hacienda Hermacor (селекционное скотоводство.

## Политическая карьера
В 1994 году был избран от центристской Партии солидарности депутатом Национальной ассамблеи от провинции Колон. 1 июля 1998 года — 1 июля 1999 года — 1-й заместитель председателя Национальной Ассамбеи.
В 1999 году на всеобщих выборах был выдвинут в качестве кандидата на пост второго вице-президента Панамы, в команде кандидата от Революционно-демократической партии (РДП) Мартина Торрихоса. Несмотря на поражение кандидата от РДП, был переизбран депутатом Национальной Ассамблеи (НА). В 2000 году избран президентом НА.
В 1999 году условно поддержал правительство президента Мирейи Москосо в рамках межпартийного соглашения 5 центристских и правоцентристских партий (пакт Ла-Пинтада) и его избрание на должность главы законодательного органа произошло вопреки мнению Партии солидарности (и РДП), в связи с чем он вышел из партии и после всеобщих выборов присоединился к Панамистской партии. Однако полностью не порвал с РДП и постоянно поддерживал с ней контакты. Сохранял свою политическую линию до конца своего законодательного срока и выразил свою поддержку М. Торрихосу, кандидату РДП в президенты на всеобщих выборах 2004 года
В 2004 году официально зарегистрировался членом РДП и после победы М. Торрихоса на выборах президента был назначен министром сельскохозяйственного развития, оставив место в НА.
Занял жёсткую позицию в переговорах по заключению соглашения о свободной торговле между Панамой и США. 22 сентября 2005 года должен был совместно с министрами торговли и промышленности Алехандро Феррерой и здравоохранения Камило Аллейном подписать это соглашение, однако отказался это сделать. Аргументировал свою позицию игнорированием в соглашении применения национального санитарного контроля и принятием в качестве единственной гарантии санитарные сертификаты, выданные инспекционными органами США, что противоречило фитосанитарным и зоосанитарным нормам в соответствии с правилами Всемирной торговой организации и наносило ущерб сельскохозяйственному сектору Панамы.
6 января 2006 года не поехал в Вашингтон на очередной раунд переговоров и отправился в резиденцию президента Торрихоса, где лично подал заявление об отставке, публично обозначив свою оппозицию переговорам. 10 января созвал пресс-конференцию, на которой объявил о своей отставке и осудил существование подобного документа.
7 мая 2008 года объявил о выдвижении своей кандидатуры в качестве кандидата в президенты от РДП Его программа была основана на шести направлениях деятельности: борьба с бедностью и маргинализацией, верховенство закона, образование для жизни и работы, конкурентоспособная экономика для создания рабочих мест, независимые институты, прозрачность и подотчетность решений. Однако после первичных выборов в партии 7 сентября 2008 года потерпел поражение от ставшего кандидатом Балбины Эрреры, заняв третье место и набрав всего 9 % голосов. Присоединился к предвыборной команде Эрреры на всеобщих выборах 2009 года и был координатором плана правительства кандидата.
В ноябре 2012 года заявил, что не будет участвовать в президентских праймериз РДП и заявил о своей поддержке Хуана Карлоса Наварро на всеобщих выборах 2014 года. Вновь был координатором плана правительства кандидата и был назван как будущий министр сельского хозяйства и внутренней торговли в правительстве Наварро.
После поражения РДП на выборах в мае 2014 года партия попала в кризис лидерства и расхождения между Наварро, который ушёл из генерального секретариата партии, и Бенисио Робинсоном, председателем РДП; Кортисо считался одной из возможных компромиссных объединительных фигур в партии.
19 апреля 2016 года официально объявил о своём намерении баллотироваться в президенты от РДП под лозунгом «Объединение сил» несмотря на отсутствие поддержки со стороны национального исполкома партии. Вскоре его кандидатура была поддержана президентом РДП Бенисио Робинсоном, а также другими влиятельными лидерами и фракциями в партии.
16 июля 2018 года официально выдвинул свою кандидатуру от РДП. На праймериз одержал убедительную победу над другими 16-ю кандидатами среди которых выделялись депутат Зулай Родригес и экс-президент Эрнесто Перес Бальядарес, получив 215 628 голосов (66,2 % от общего числа).
Среди предложений и идей, которые он выдвигает — борьба с бедностью, социальными проблемами и коррупцией, которую он назвал «шестой границей», напомнив «пятую границу», упоминавшуюся популярнейшим в стране генералом Омаром Торрихосом Эррерой в 1970-х годах, под которой подразумевалась граница бывшей зоны Панамского канала, разделявшая страну. Также выступает за устранение контроля над ценами, установленного правительством президента Хуана Карлоса Варелы и создание общественных рынков как способа сближения производителей и потребителей. Высказывается против абортов и однополых браков и поддерживает использование лекарственной конопли. Также выразил намерение реформировать Конституцию Панамы. На пост вице-президента предложил 35-летнего члена РДП адвоката Хосе Габриэля Каррисо.
С мая 2019 года стал объектом бесчисленных критических замечаний поскольку часто отсутствовал на дебатах между кандидатами.
На выборах, состоявшихся 5 мая 2019 года, набрал 633 143 голоса (33,35 %), опредив Ромуло Ру, кандидата от либерально-консервативной партии «Демократические перемены» (30,99 %).
Приведён к присяге и вступил в должность 1 июля 2019 года. В январе 2021 года внёс законопроект о праве граждан Панамы на бесплатное и обязательное образование до 14 лет.
Женат на пуэрториканке Ясмин Колон де Кортисо, имеет двух детей (Хорхе Андреса и Каролину Эстер, члена совета директоров Copa Airlines) и двух внуков. Увлекается сочинениями колумбийского леволиберального юриста и политика Хорхе Эльесера Гайтана, футболом и американским футболом. Позиционирует себя набожным христианином и частым читателем Библии.